# Сенчук Руслан Іванович
Русла́н Іва́нович Сенчу́к (2 лютого 1972, м. Хмельницький — 6 січня 2024, біля с. Роботине Запорізької області) — капітан Збройних сил України; учасник російсько-української війни. Очолював Вижницьку РДА у 2016—2019 роках. Депутат Вижницької міської ради.

## Біографія
1989—1994 — студент географічного факультету Чернівецького державного університету імені Юрія Федьковича
1994 — педагог-організатор загальноосвітньої школи І-ІІІ ступенів № 8, м. Хмельницький
1994—1995 — кореспондент редакції Хмельницької обласної молодіжної газети «Ровесник»
1995—1996 — організатор ППЗ Чернівецького центру сертифікатних аукціонів
1996—2000 — начальник Вижницького контрольно-рятувального загону Чернівецької обласної контрольно-рятувальної служби
2000—2003 — командир Чернівецького аварійно-рятувального пункту Калуського воєнізованого гірничорятувального загону
2006—2008 — начальник відділу у справах сім'ї, молоді, фізкультури та спорту Вижницької районної державної адміністрації Чернівецької області.
2008—2009 — студент Чернівецького національного університету імені Юрія Федьковича
2009—2011 — завідувач сектору внутрішньої політики та зв'язків з громадськістю апарату Вижницької районної державної адміністрації Чернівецької області
2012—2013 — рятувальник Вижницького гірського пошуково-рятувального відділення Аварійно-рятувального загону спеціального призначення Управління МНС України в Чернівецькій області.
2013—2014 — помічник-консультант народного депутата України Фищука О. Г.
Травень 2015 — призначений заступником голови-керівником апарату Чернівецької обласної державної адміністрації.
29 квітня 2016 року — розпорядженням президента Петра Порошенка призначений головою Вижницької РДА
У липні 2019-го року був звільнений з посади голови Вижницької РДА у зв'язку із закінченням повноважень президента України.

## Громадська діяльність
Депутат Вижницької міськради.

## Участь у російсько-українській війні
У травні 2022 року на той час депутат Руслан Сенчук став на захист країни. Він був добровольцем, командиром роти протитанкових ракетних комплексів чернівецької 82 окремої десантно-штурмової бригади.
24 лютого 2023 року капітан Руслан Сенчук так розповідав про службу в ЗСУ:
| “Моє найяскравіше враження як депутата на війні таке: при мирному житті ми тішились, коли виділялись гроші на будівництво лікарень, шкіл, садочків. І коли зараз прилітає ракета і за кілька хвилин все перетворюється на руїни – відчуття страшні… Скільки потрібно буде потім коштів, зусиль, щоб все відбудувати. Але у мене, як у чиновника, а тепер бійця відбулася кардинальна переоцінка цінностей: матеріальне – ніщо. Найголовніша цінність – це людське життя. І коли бачиш, які молоді, сильні, розумні, а головне вмотивовані хлопці гинуть – це дуже боляче. А коли ти з ними пліч о пліч – цей біль неможливо передати словами. Були ми пару місяців під Бахмутом на завданні – мої хлопці, слава Богу, всі живі повернулися звідти. Але так буває не завжди…“ |
Міський голова Дніпра Борис Філатов поставив Руслана Сенчука у приклад тим, хто ховається за риторикою «піду воювати після мерів із депутатами».

## Загибель та поховання
Загинув 6 січня в районі села Роботине, що на Запоріжжі.
Жалобний пост про загибель Руслана Сенчука написав міський голова Чернівців у 2015—2020 рр Олексій Каспрук:

| “Дива, в яке ми так хотіли вірити, про яке благали і молили, не сталося. Від нас йдуть найкращі. Руслан Сенчук… “Ніхто більшої любови не має над ту, як хто свою душу поклав би за друзів своїх”. Іоанна 15:13 Не хочу вірити… Спочивай з Богом, Друже… Дякую за все. Честь“ |
Капітана Сенчука Руслана, воїна військової частини А2582, в останню дорогу провели 8 лютого 2024 року у місті Вижниця.

## Нагороди
- Орден Богдана Хмельницького ІІІ ступеня (22 березня 2024, посмертно) — за особисту мужність, виявлену у захисті державного суверенітету та територіальної цілісності України, самовіддане виконання військового обов'язку[6]
- орден Данила Галицького[7]